# Slijpmolen

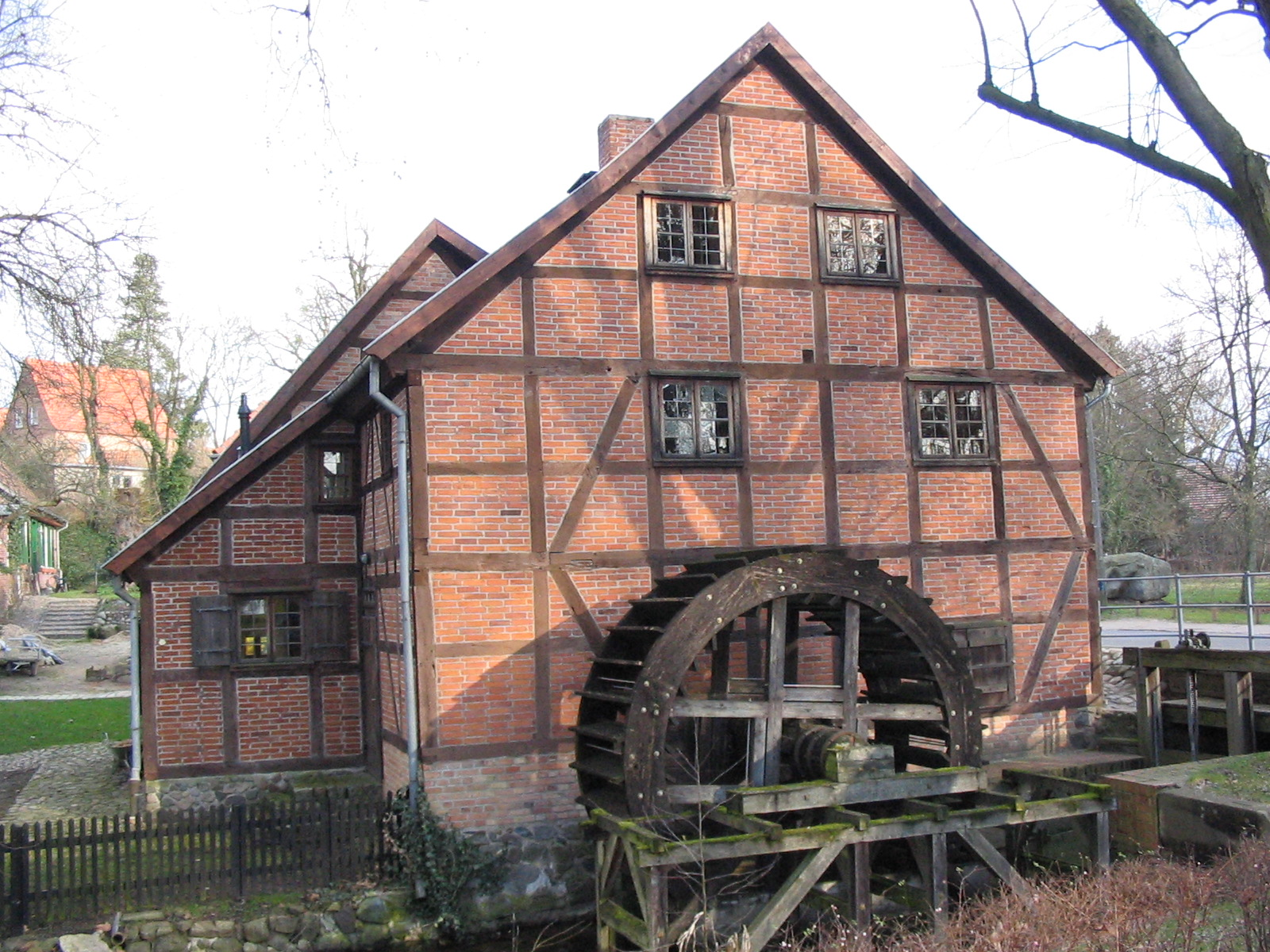
Slijpmolen van Schwerin.

In een slijpmolen worden materialen geslepen dan wel gepolijst. Ze werden in het verleden vaak ingezet om steen te bewerken, dan vaak gecombineerd met een zaagmolen om de stenen te zagen, waarna ze in de slijpmolen geslepen en gepolijst werden. 
Slijpmolens waren onderdeel van de Nederlandse industrie in het tijdperk van voor de industrialisatie en sommige bestaan vandaag de dag nog steeds, maar dan meer om toeristische en educatieve redenen.